# KS Besa Kavajë
A KS Besa Kavajë albán labdarúgóklub, székhelye Kavaja városában található. Jelenleg az albán másodosztályban szerepel. Hazai mérkőzéseit a Besa Stadionban rendezi.

## Története
A csapat 1930-ban alakult meg SK Kavaja néven. Az első osztályban 1933-ban debütált, majd ugyanebben az évben keresztelkedett „Besa” névre.
Eddig kétszer szerepelt nemzetközi porondon. Először az 1972–73-as szezonban jelen lehettek az Kupagyőztesek Európa-kupájában, ahol meglepetésre továbbjutottak az első fordulón. Köszönhetően, hogy otthon (Kavaja) 0-0-t, idegenben (Koppenhága) 1-1-es döntetlent ért el, és így idegenben lőtt góllal jutott tovább dán ellenfelén a Fremad Amager csapatán. A továbbiakban még egy meglepetést ért el a klub. A második forduló első mérkőzésén, Kavajában megint döntetlent játszott a csapat, skót ellenfelével, a Hibernian FC-vel, de a visszavágón Edinburghban csúnyán, 7-1-re kapott ki az albán csapat. Így 8-2-es összesítéssel esett ki a kupából, de szépen helyt állt. Majd 35 évet kellett várni, hogy ismét nemzetközi kupában induljon a csapat. A 2007–8-as szezonban indulhattak az UEFA-kupa-ban. Itt sem álltak meg a selejtező első körében. Továbbjutottak a szerb FK Bezanija csapatán. A koreográfia hasonló volt a 35 évvel ezelőttihez. Hazai pályán 0-0-t játszottak, és idegenben 2-2-t ért el a klub, így idegenben lőtt gólokkal jutottak tovább. A selejtező második körében már nem volt szerencséjük, mert kettős vereséggel búcsúztak a kupából, miután otthon, és idegenben is 3-0-s vereséget szenvedtek a bolgár PFC Litex Lovech csapatától. A 6-0-s összetett eredmény már nem volt meglepetés.
A hazai bajnokságban, az eddigi legjobb eredményük az 1957–58-as szezonban volt, mikor a gárda második helyezést értek el az FK Partizani Tiranë mögött. Az albán kupában viszont már van egy győzelmük, a közelmúltból, 2006–07-es szezonból, ahol is a döntőben, a KS Teuta Durrës gárdáját győzték le 1-0-ra.

## Sikerei
- Albán kupa

Győztes: 2 alkalommal (2007, 2010)

## Külső hivatkozások
- KS Besa Kavajë
- News and Standings
- Albania Sport